# École de Maijamäki
L'école de Maijamäki (finnois : Maijamäen koulu) est une école  située dans le quartier  de Maijamäki à Naantali en Finlande.

## Présentation
L'école de Maijamäki est une école primaire. En plus des classes normales de la septième à la neuvième année, l'école compte quatre petits groupes d'éducation spéciale. À chaque niveau scolaire, l'une des classes parallèles est une classe LUMA, où les élèves bénéficient d'un supplément de 2+2 heures hebdomadaires d'enseignement en sciences naturelles et mathématiques au collège. De plus, chaque niveau scolaire dispose d'une classe d'enrichissement de la langue anglaise (KiRi), où une partie de l'enseignement est dispensée en anglais. Dans le bâtiment de l'école de Kalevanniemi, fonctionne la classe enseignement de base flexible  (JoPo) de tous les écoles de Naantali.
L'école fonctionne dans les bâtiments scolaires de Maijamäki et de Kalevanniemi. Le nombre d'élèves de l'école pour l'année scolaire 2021-2022 est d'environ 440, dont environ 70 sont des élèves bénéficiant d'un soutien renforcé ou spécial. Il y a au total 45 enseignants et neuf conseillers d'orientation. De plus, l'école dd Kalevanniemi dispose d'un club d'après-midi pour les élèves en petits groupes,.

## Équipements
L'école dispose de la salle des tatamis de l'école de Maijamäki, de la salle de sport d'une superficie de 403 m2 et du gymnase de Maijamäki.